# Feliksów (Sochaczew)
Feliksów [fɛˈliksuf] est un village polonais de la gmina de Sochaczew dans le powiat de Sochaczew et dans la voïvodie de Mazovie.
I